# NK Šartovac
NK Šartovac, nogometni je klub iz Šartovca pokraj Kutine. U sastavu kluba djeluju seniori, juniori, pioniri, te limači. 
Seniorska momčad natječe se u 2. ŽNL NS Kutina. 

## Povijest
Nogometni klub Šartovac osnovan je 1976. godine. Do 1991. godine klub je nosio ime NK Omladinac.
Seniorska momčad je u sezoni 2014./15. uvjerljivo osvojila prvo mjesto u 3. ŽNL Sisačko-moslavačkoj NS Kutina bez ijednog poraza, čime se plasirala u 2. ŽNL. Sljedeće sezone je ponovila uspjeh u višem rangu, te izborila plasman u 1. ŽNL.